# Doctor Robert
A Doctor Robert a The Beatles dala az 1966-os Revolver albumról. John Lennon írta a dalt, kivétel a középrészt, melyben Paul McCartney besegített.
A dalszöveg egy orvosról szól, aki a hivatás paródiájaként a betegeit vitaminok helyett drogokkal fecskendezi be. A főhőst egy valóságban is létező doktorról mintázták. A köztudatban elterjedt, hogy egy londoni orvos, Robert Fraser vagy egy Charles Roberts nevű orvosról volt szó, aki hallucinogén szerekkel látta el a gazdag ismerőseit (mint Andy Warholt). Azonban ténylegesen egy Dr. Robert Freymann nevű német származású orvos volt, aki a new york-i Manhattan Street 78. alatt rendelt. Híres volt arról, hogy pácienseit (köztük Jackie Kennedy-t is) B-12 vitaminnal feltúrbózott amfetaminnal adagolta.
A dal rögzítésére 1966 áprilisában került sor. A megszokott hangszerelésen kívül Lennon harmóniumon, McCartney zongorán és George Harrison maracason játszott. Lennon énekhangját pedig ADT-vel duplázták meg. A dal eredeti hossza 2 perc 56 másodperc volt.

## Közreműködött
Ian MacDonald állítása szerint:

### The Beatles
- John Lennon – ének, ritmusgitár, harmónium
- Paul McCartney –  vokál, basszusgitár
- George Harrison – szólógitár, maracas
- Ringo Starr – dob

## Fordítás
Ez a szócikk részben vagy egészben  a   Doctor Robert című angol Wikipédia-szócikk fordításán alapul.  Az eredeti cikk szerkesztőit annak laptörténete sorolja fel. Ez a jelzés csupán a megfogalmazás eredetét és a szerzői jogokat jelzi, nem szolgál a cikkben szereplő információk forrásmegjelöléseként.

## Jegyzet
1. ↑  Bánosi György, Tihanyi Ernő. Beatles zenei kalauz, 25. o. (1999)
2. ↑  Barry Miles. Paul McCartney. Cartaphilus Kiadó, 324. o. (2009)
3. ↑  Barry Miles. Paul McCartney. Cartaphilus Kiadó, 323. o. (2009)
4. ↑  Marsi József. Beatles kódex, 74. o. (2022)
5. ↑  Twisted Tales: The Beatles' Real-Life Dr. Robert Had the Feel-Good Cu…. archive.ph, 2013. június 16. (Hozzáférés: 2025. február 8.)
6. ↑  Ian MacDonald. A fejek forradalma, 255. o. (2015)